# داکا-۱۷
داکا-۱۷ (به لاتین: Dhaka-17) یک منطقهٔ مسکونی در بنگلادش است که در ناحیه داکا واقع شده‌است.